# أندريا إفريموف
أندريا إفريموف هو لاعب كرة قدم شمال مقدوني في مركز حراسة المرمى، ولد في 2 سبتمبر 1992 في بلدية سفيتي نيكولا ‏ في مقدونيا الشمالية. شارك مع منتخب جمهورية مقدونيا تحت 19 سنة لكرة القدم ومنتخب مقدونيا الشمالية تحت 21 سنة لكرة القدم ومنتخب مقدونيا الشمالية لكرة القدم. أما مع النوادي، فقد لعب مع نادي رابوتنيتشكي ونادي رينوفا ونادي ميتالورغ سكوبيه.

## وصلات خارجية
- أندريا إفريموف على موقع قاعدة بيانات كرة القدم.إي يو (الإنجليزية)
- أندريا إفريموف على موقع ناشيونال فوتبول تيمز (الإنجليزية)
- أندريا إفريموف على موقع Soccerway.com (الإنجليزية)
- أندريا إفريموف على موقع عالم كرة القدم.نت (الإنجليزية)